# Michael Hixon
Michael Hixon (Amherst, 16 luglio 1994) è un tuffatore statunitense.
Specializzato nei tuffi dal trampolino, in carriera ha vinto la medaglia di bronzo ai Campionati mondiali di nuoto di Kazan' 2015 nel concorso del trampolino 1 metro.

## Palmarès
- Giochi olimpici

Rio de Janeiro 2016: argento nel sincro 3m.
Tokyo 2020: argento nel sincro 3m.
- Mondiali

Kazan' 2015: bronzo nel trampolino 1m.
- Giochi panamericani

Lima 2019: bronzo nel sincro 3m.
- Olimpiadi giovanili

Singapore 2010: bronzo nel trampolino 3m.